# Teucholabis dileuca
Teucholabis dileuca är en tvåvingeart som beskrevs av Alexander 1947. Teucholabis dileuca ingår i släktet Teucholabis och familjen småharkrankar.
Artens utbredningsområde är Guatemala. Inga underarter finns listade i Catalogue of Life.